# Thynninae
Thynninae (лат.) — подсемейство перепончатокрылых насекомых (Hymenoptera) подотряда жалоносных (Apocrita) из семейства Thynnidae (ранее в составе семейства ос-тифиид). Австралия и Южная Америка. Около 600 видов. Личинки паразитируют (эктопаразиты) на пластинчатоусых жуках, которых взрослые осы парализуют и откладывают на них свои яйца. Самки бескрылые, а самцы крылатые. У большинства видов во время брачного полёта самцы хватают самок и летают с ними (удерживая их) до одного часа. Места прикрепления усиков самок отделены друг от друга; тегулы отсутствуют. Псевдокопуляция цветков орхидей отмечена у Neozeleboria cryptoides.

## Систематика
50 родов и около 600 видов. Традиционно Thynninae рассматривались в составе семейства Tiphiidae. По данным современных исследований (Pilgrim et al., 2008) надсемейство Vespoidea признано парафилетичным и поэтому некоторые группы выделены в самостоятельные семейства и даже надсемейства: Tiphioidea (Sierolomorphidae + Tiphiidae) и отдельно Thynnoidea (Chyphotidae + Thynnidae = Anthoboscinae — Diamminae — Methochinae — Myzininae — Thynninae).
- Aelurus Klug, 1840
- Aeolothynnus Ashmead, 1903
- Agriomyia Guérin-Ménéville, 1838
- Ammodromus Guérin-Méneville, 1838
- Argenthynnus Genise, 1991
- Ariphron Kimsey, 2007
- Arthrothynnus Brown, 1996
- Aspidothynnus Turner, 1910
- Aulacothynnus Turner, 1910
- Belothynnus Turner, 1910
- Brethynnus Genise,, 1991
- Campylothynnus Turner, 1910
- Catocheilus Guérin-Ménéville, 1842
- Chilothynnus Brown, 1996
- Chrysothynnus Turner, 1910
- Deuterothynnus Brown, 2010
- Dimorphothynnus Turner, 1910
- Doratithynnus Turner, 1910
- Dythynnus Kimsey, 2001
- Eirone Westwood, 1844
- Elaphroptera Guérin-Ménéville, 1838
- Elidothynnus Turner, 1910
- Epactiothynnus Turner, 1910
- Eucyrtothynnus Turner, 1910
- Glottynnus Genise, 1991
- Glottynoides  Kimsey, 1991
- Guerinius Ashmead, 1903
- Gymnothynnus Turner, 1910
- Hathynnus Kimsey, 2003
- Heligmothynnus Brown, 2010
- Hemithynnus Ashmead, 1903
- Kaysara Carnimeo & Noll, 2018
- Iswaroides Ashmead, 1899
- Leiothynnus Turner, 1910
- Lestricothynnus Turner, 1910
- Lophocheilus Guérin-Ménéville, 1842
- Macrothynnus Turner, 1908
- Mesothynnus Kimsey, 1991
- Neozeleboria Rohwer, 1910
- Oncorhinothynnus Salter, 1954
- Ornepetes Guérin, 1838
- Pampathynnus Carnimeo & Noll, 2018
- Phymatothynnus Turner, 1908
- Pogonothynnus Turner, 1910
- Psammothynnus Ashmead, 1903
- Pseudelaphroptera Ashmead, 1903
- Pseudoscotaena Carnimeo & Noll, 2018
- Rhagigaster Guérin-Ménéville, 1838
- Rhytidothynnus Brown, 2008 (=Rhytidogaster Turner, 1907)
- Scotaena Klug, 1810
- Spilothynnus Ashmead, 1903
- Tachynoides Kimsey, 1996
- Tachynomyia Guérin-Ménéville, 1842
- Tachyphron Brown, 1995
- Tmesothynnus Turner, 1910
- Thynnoides Guérin-Ménéville, 1838
- Thynnoturneria Rohwer, 1910
- Thynnus Fabricius, 1775
- Umbothynnus Brown, 2008  — Австралия
- Zaspilothynnus Ashmead, 1903
- Zeena Kimsey, 1991
- Zeleboria Saussure, 1867